# Sanssac-l’Église
Sanssac-l’Église település Franciaországban, Haute-Loire megyében. Lakosainak száma 1078 fő (2022. január 1.). Sanssac-l’Église Bains, Ceyssac, Chaspuzac, Espaly-Saint-Marcel, Polignac, Saint-Vidal és Vergezac községekkel határos.

## Népesség
A település népessége az elmúlt években az alábbi módon változott:
| Lakosok száma | 519  | 753  | 837  | 990  | 1131 | 1155 | 1116 | 1088 | 1084 | 1078 |
|               | 1968 | 1982 | 1990 | 2006 | 2013 | 2015 | 2017 | 2019 | 2020 | 2022 |